# Snøhetta
A Snøhetta, („Havas tető”) a Dovrefjell hegység és a Dovrefjell-Sunndalsfjella Nemzeti Park legmagasabb hegycsúcsa, egyben Norvégia legmagasabb hegye a Jotunheimen hegységen kívül. Tengerszint feletti magassága szerint a 24. legmagasabb csúcs Norvégiában, de a környező térszínhez viszonyított relatív magassága szerint a harmadik legmagasabb.

## Leírása
A hegynek több csúcsa van:

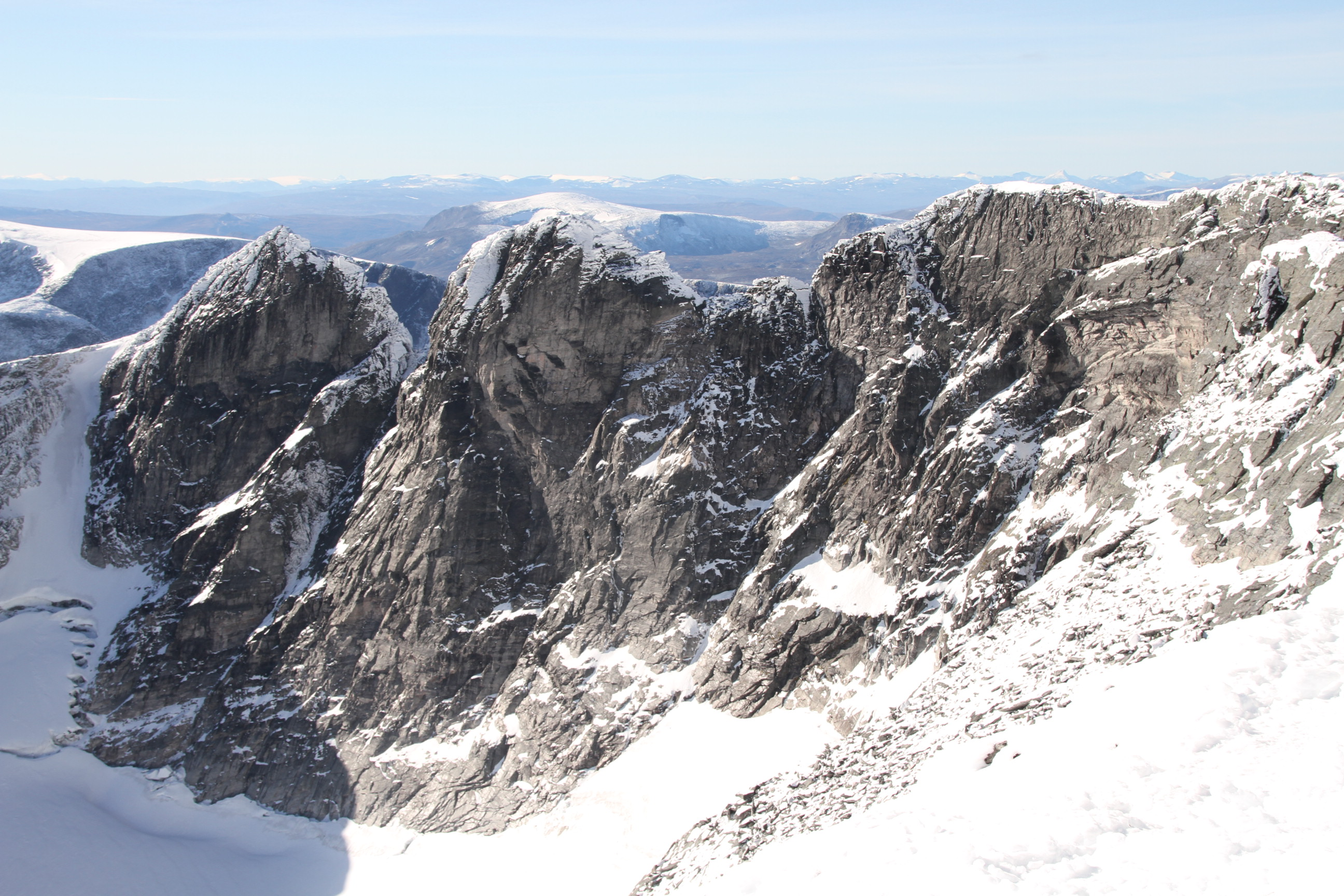
Kilátás a nagy csúcsról a nyugati és a középső csúcsokra

- Stortoppen, („Nagy csúcs”) 2286 méter
- Midttoppen, („Középső csúcs”) 2278 méter, relatív magasság 35 m
- Hettpiggen, („Forró tüske”) 2261 méter, relatív magasság 50 m
- Vesttoppen, („Nyugati csúcs”) 2253 méter, relatív magasság 70 m

A hegy csúcsai gyalog vagy sível is elérhetők, csak bizonyos oldalainak megmászásához kell kötél. A hegy lábánál önkiszolgáló menedékház található, amelynek kulcsát Kongsvollban lehet átvenni. A menedékházat két-három napos gyalogtúrával lehet elérni. A túrázást a gyakori erős szél és csapadék is nehezíti.
A legmagasabb csúcson katonai rádióállomás épült, generátorral és helikopter-leszállóhellyel. Ez ma már túlnyomórészt polgári célokat szolgál. A Nyugati csúcsról viszont semmi nem zavarja a kilátást.
A Nyugati csúcs közelében kis emlékművet állítottak Peter Wessel Zapffe neves norvég filozófus, író és hegymászó számára.

## Fordítás
- Ez a szócikk részben vagy egészben a Snøhetta című angol Wikipédia-szócikk ezen változatának fordításán alapul.  Az eredeti cikk szerkesztőit annak laptörténete sorolja fel. Ez a jelzés csupán a megfogalmazás eredetét és a szerzői jogokat jelzi, nem szolgál a cikkben szereplő információk forrásmegjelöléseként.